# Castelo Claig
O Castelo Claig (em inglês:  Claig Castle) foi um castelo localizado em Argyll and Bute, Escócia.
Encontra-se classificado na categoria "C" do "listed building" desde 28 de agosto de 1980.